# Альба, Фернандо Альварес де Толедо
Ферна́ндо А́льварес де Толе́до и Пименте́ль (исп. Fernando Álvarez de Toledo y Pimentel; 29 октября 1507 года — 11 декабря 1582 года, Лиссабон, Португалия) известный как Великий герцог А́льба и Железный герцог — испанский государственный деятель и военачальник эпохи Контрреформации, 3-й герцог Альба-де-Тормес, 4-й маркиз де Кориа, 3-й граф де Сальватьерра-де-Тормес, 3-й граф де Пьедраита, 8-й сеньор де Вальдекорнеха, Гранд Испании и кавалер Ордена Золотого Руна.

## Семья
Представитель знатной и богатой испанской аристократической семьи. Единственный сын Гарсии Альвареса де Толедо (ум. 1510), 3-го маркиза де Кориа, и Беатрисы Пиментель, дочери Родриго Алонсо Пиментеля (ок. 1441—1499), 4-го графа и 1-го герцога де Бенавенте, и его жены Марии Пачеко.
Его отец Гарсия Альварес де Толедо в 1510 году был убит в войне с маврами. Мать — из рода Пиментелей португальского происхождения. Юный Фернандо Альварес воспитывался у своего деда, Фадрико Альвареса де Толедо (ок. 1460—1531), 2-го герцога Альбы (1488—1531), чья мать была сестрой королевы Хуаны Энрикес. Благодаря этому состоял в кровном родстве с императором Карлом V. Элеонора Толедская, великая герцогиня Тосканская, происходила из того же семейства и приходилась ему двоюродной сестрой.
В 20 лет женился на своей кузине Марии Энрикес, дочери графа Альба-дель-Листе. В том же году от связи с некой мельничихой у него родился сын Фернандо, ставший мальтийским рыцарем; впоследствии он был герцогом узаконен и в 1571—1580 году губернаторствовал в Каталонии. Отношения спесивого герцога Альбы с сыном-простолюдином высмеяны в комедии Лопе де Веги «Más mal hay en La Aldegüela de lo que sueña».

## Военачальник
Ещё 16-летним юношей он отличился при взятии Фуэнтеррабии и позже участвовал во всех походах императора Карла V — во Франции, Италии, Африке, Венгрии и Германии. Ключом к военным успехам считал регулярные тренировки солдат и строгую дисциплину. Как военачальник придавал большое значение вопросам логистики. Отличался предельной самоуверенностью и редко слушался чьих-либо советов.
Европейской славой герцог Альба покрыл себя в ходе битвы при Мюльберге (1547). Решительная атака конницы под его командованием на дрогнувших в бою саксонцев склонила победу на сторону испанского войска. Менее удачлив он был в войне за Мец в 1552 году; в том же году был переведён главнокомандующим испанскими войсками в Италии и после вступления на престол Филиппа II назначен вице-королём Неаполя.
На последнем этапе Итальянских войн герцог Альба с успехом командовал войсками против армии папы Павла IV и своей победой в Абруцци вынудил его отказаться от союза с французами и снова перейти на сторону испанской политики.

## Советник короля
В тайном завещании 1543 года Карл V рекомендовал сыну использовать Альбу на поле боя, но в остальных делах остерегаться его самоуверенности, амбициозности и готовности идти к достижению цели любыми средствами. Филипп сделал его одним из двух своих главных советников. Тогда как принц Эболи (муж одноглазой принцессы) рекомендовал сосредоточиться на решении внутренних проблем, герцог Альба отстаивал наступательную политику и предлагал при первой удобной возможности казнить «заговорщиков» в Нидерландах.
В 1565 году Филипп II направил Альбу вместе со своей женой Елизаветой Валуа вести переговоры с матерью последней, Екатериной Медичи. Французская королева хотела договориться о браке своего сына с испанской инфантой, в то время как герцог Альба предлагал начать совместное наступление на гугенотов. В протестантском лагере были убеждены, что на этих-то совещаниях и родилась идея резни гугенотов в Париже, хотя какие бы то ни было документы на этот счёт отсутствуют.

## Наместник Нидерландов
В 1567 году прибыл из Испании в Нидерланды с небольшим, но отборным войском для укрепления католической религии и монархии короля Филиппа II. Эпоха его наместничества в Нидерландах в историографии считается «кровавой».
В июне 1567 года для подавления революционных идей герцогом Альбой и генеральным прокурором Якобом Гессельсом был учреждён «Совет по делам беспорядков», который в народе называли «Кровавый совет», за беспрецедентную жестокость. В сентябре 1567 года Альба вызвал якобы на совещание Эгмонта, Горна и группу других нидерландских дворян в Брюссель, где они были арестованы по его приказу. Вильгельм I Оранский был заочно приговорён к смертной казни. 
Победа, одержанная Людвигом в мае 1568 года в битве при Гейлигерлее, побудила Альбу казнить Эгмонта, Горна и других знатных лиц в июне 1568 года, и он отплатил за победу Людвига двумя победами и весьма искусными операциями против Вильгельма, которого с незначительными потерями совершенно вытеснил из страны в октябре 1568 года.
Из-за обострения революционных настроений «Кровавый совет» начал выносить приговоры; по документированным данным были казнены 1073 человека, по другой версии более 1800 человек, при этом многие жители были изгнаны или бежали из страны. После этого начались притеснения с помощью новых налогов: в марте 1569 года государственные чины в Брюсселе должны были дать своё согласие на три декрета, которыми был установлен сбор одного процента со всего движимого и недвижимого имущества, пяти процентов с продажи земельной собственности и десяти процентов с цены любого проданного товара. Этими декретами была остановлена промышленность и политическая катастрофа стала неизбежна. Её не могло предотвратить нечто вроде амнистии, обнародованной 4 июля 1570 года, хотя при этом все эдикты остались в силе, а когда 31 июля 1571 года была предпринята попытка произвести сбор налогов в 20 и 10 пфеннигов, все лавки закрылись; не было ни купли, ни продажи, прекратились всякая работа и всякое промышленное движение.
Катастрофа разразилась весной 1572 года, когда партизаны-гёзы овладели большей частью Зеландии и Голландии. Из Франции и Германии им на помощь спешили с новыми силами Людвиг и Вильгельм. Альба по-прежнему оставался победителем в сухопутных сражениях, но по прошествии года кровавых расправ и бесплодных побед и он лишился надежды достигнуть своих целей. Ввиду отсутствия флота и должного финансирования, а также интриг принца Эболи он попросил короля об отставке (18 декабря 1573 года), после чего вернулся в Испанию.

## Последние годы
По прибытии в Испанию герцог уже не пользовался доверием своего государя, которому были не по душе ни слухи об учинённых им кровавых расправах, ни его сословная спесь. Много проблем доставил престарелому генералу тайный брак его сына с кузиной, дочерью вице-короля Сицилии. Дело в том, что королевская семья уже давно определила ему в жёны фрейлину Магдалену Гусман. За прекословие королевской воле герцог Альба был удалён от двора, а его сына заточили в неприступной крепости Ла Мота (Медина-дель-Кампо).
В 1580 году по совету кардинала Гранвелы король назначил Альбу командовать испанской армией в войне за португальское наследство.
Всего за несколько недель война была закончена и пал Лиссабон, однако португальцам эта кампания запомнилась прежде всего неслыханной жестокостью захватчиков.
Альба ненадолго пережил свой последний триумф: через два года он умер в Лиссабоне.

## Семья и дети
В 1527 году будущий герцог Альба женился на своей кузине Марии Энрикес де Толедо-и-Гусман (ум. 1583). Их дети:
- Гарсия Альварес де Толедо-и-Энрикес де Гусман (1530—1548)
- Фадрике Альварес де Толедо-и-Энрикес де Гусман (1537—1585), 4-й герцог Альба (1582—1585)
- Диего Альварес де Толедо-и-Энрикес де Гусман (1541—1583), граф де Лерин и коннетабль Наварры. 24 марта 1565 года женился на Брианде Бомонт (1540—1588), дочери Луиса де Бомонта (ум. 1565), 4-го графа Лерина и 3-й маркиз Уэскара (1530—1565), и Альдонсы Фольк де Кардона. Их сын Антонио Альварес де Толедо и Бомонт (1568—1639) стал пятым герцогом Альбой (1585—1639).
- Беатрис Альварес де Толедо-и-Энрикес де Гусман (ум. 1637), жена Альваро Переса Осорио (ум. 1567), 5-го маркиза Асторги (1560—1565).

Также у него от связи с дочерью мельника из Ла-Альдеуэла был один незаконнорождённый сын: Фернандо де Толедо (1527—1591), вице-король Каталонии (1571—1580), капитан-генерал кавалерии Фландрии и Португалии, член Государственного совета.